# 孤君兰属
孤君兰属（学名：× Amarcrinum）为石蒜科的一个属。

## 下属物种
本属包括以下物种：
- × Amarcrinum howardii
- × Amarcrinum memoria-corsii (Ragion.) H.E.Moore

栽培种：
- 文殊伞百合 × Amarcrinum 'Howardii'

归入本属的物种：
- × Crindonna traubii Moldenke